# Imai Daigo
Daigo Imai (今井 大悟 (Kim-Tỉnh Đại-Ngộ) Imai Daigo, sinh ngày 19 tháng 2 năm 1984) là một cầu thủ bóng đá người Nhật Bản.

## Sự nghiệp câu lạc bộ
Daigo Imai đã từng chơi cho Sagawa Express Osaka, Kataller Toyama và Blaublitz Akita.